# Departamento de Baja Verapaz
Baja Verapaz, oficialmente el Departamento de Baja Verapaz, es uno de los veintidós departamentos que conforman Guatemala, situado en la región norte del país. Limita al norte con el departamento de Alta Verapaz; al sur con el departamento de Guatemala; al este con el departamento de El Progreso; y al oeste con el departamento de Quiché.

## Historia

### Orígenes.
El nombre náhuatl dado a esta región era Tezulutlán, investigaciones recientes proponen que su ortografía original es Tezollintlán y significa "Lugar de la codorniz divina", derivándolo de «Teo» "divino", «zollin» "codorniz" y «tlán» "entre", pero también "lugar", a veces mal escrito como «Tuzulutrán», «Tezulutlán» o «Tesulutlán», y al parecer el vocablo "Tezulutlán" solo se refería a la región de Cobán (en yucateco, la palabra «koban» significa codorniz) y la Franja Transversal adyacente, y a pesar de que algunos autores enfatizan que se trata de un vocablo para denominar a la región como "Tierra de Guerra", tal interpretación no tiene base lingüística alguna al no poder traducirse en náhuatl como "Tierra de Guerra", sino que simplemente fue llamado así por los españoles debido a la resistencia que los nativos dieron ante la presencia española en la misma; en contraposición a esta circunstancia, fue llamada «Verapaz» por los españoles, ya que la unión de la zona a España se logró por medios pacíficos gracias a fray Bartolomé de las Casas, O.P. en el siglo XVI
Por otro lado, la región de la Franja del Polochic fue gobernada durante el Postclásico tardío por el linaje Tucurub' («Tucurub'» significa "los tecolotes"), por lo que esta zona fue llamada «Tecolotlán» por los aliados mexicanos de los españoles.
El departamento de Baja Verapaz propiamente dicho se formó durante el gobierno del general Justo Rufino Barrios; anteriormente, era parte del vasto departamento de Verapaz, el cual se extendía desde San Jerónimo en la moderna Baja Verapaz hasta la selva petenera.
Acerca de la historia precolombina y colonial de Baja Verapaz no se tienen muchos elementos, ya que la misma se desarrolla simultáneamente con la de Alta Verapaz, llamada antiguamente Tezulutlán y luego Verapaz.
Se cree que Baja Verapaz estuvo poblada por varios grupos indígenas, entre estos, cakchiqueles, quichés, pocomchíes, achíes y, aunque sin pruebas fehacientes, se supone la presencia de alagüilac que habitaban San Agustín Acasaguastlán.
El departamento de Baja Verapaz propiamente dicho se formó durante el gobierno del general Justo Rufino Barrios; anteriormente, era parte del vasto departamento de Verapaz, el cual se extendía desde San Jerónimo en la moderna Baja Verapaz hasta la selva petenera.

## Geografía
Por su configuración geográfica que es bastante variada, sus alturas oscilan entre los 940,48 y 1.570 m s. n. m., con una temperatura máxima de 27,3 °C y temperatura mínima de 17,7 °C.
El departamento de Baja Verapaz está bañado por muchos ríos, entre los principales sobresalen: Panimá, Concepción, Chilasco, San Isidro, Quililá, Cachil, San Miguel, Salamá, Calá, Negro, Yerbabuena, Chibalam, Chilaní, Paguezá, Poconi, Chicruz, Xolacoy, Las Vegas, Sajcap, Chirruman, Xeúl, Agua Caliente, Chiac, Saltán y Grande o Motagua. Pero algunos no tienen su específica localización.

### Orografía
El departamento está cubierto casi en su totalidad por la sierra de Chuacús, por lo que algunos de sus municipios, aunque son horizontalmente vecinos, están separados unos de otros por grandes cerros propios de esas montañas.

### Zonas de vida vegetal
En general en el departamento de Baja Verapaz existen 6 zonas de vida vegetal, según la clasificación propuesta por Holdridge en el año de 1978.
- bs-S Bosque Seco Subtropical
- bh-S (t) Bosque Húmedo Subtropical Templado
- bmh-S (c) Bosque Muy Húmedo Subtropical Cálido
- bmh-S (f) Bosque Muy Húmedo Subtropical Frío
- bh-MB Bosque Húmedo Montano Bajo Subtropical
- bp-MB Bosque Pluvial Montano Bajo Subtropical

### Áreas protegidas
Son áreas protegidas, incluidas sus respectivas zonas de amortiguamiento, las que tienen por objeto la conservación, el manejo racional y la restauración de la flora y fauna silvestre, recursos conexos y sus interacciones naturales y culturales, que tengan alta significación por su función o sus valores genéticos, históricos, escénicos, recreativos, arqueológicos y protectores, de tal manera que preserven el estado natural de las comunidades bióticas, de los fenómenos geomorfológicos únicos, de las fuentes y suministros de agua, de las cuencas críticas de los ríos, de las zonas protectoras de los suelos agrícolas, de tal modo de mantener opciones de desarrollo sostenible.
En Baja Verapaz se encuentran las áreas protegidas de:
- La sierra de las Minas, catalogada como Reserva de la Biósfera, tiene una extensión de 140.300 ha. Y es administrada por "Defensores de la Naturaleza".
- Biotopo Mario Dary Rivera o Biotopo del Quetzal.
- Parque regional municipal Los Cerritos, ubicado en Salamá, es una reserva pequeña de bosque seco, con predominancia de cactáceas, administrado por la fundación de Defensa del Medio Ambiente de Baja Verapaz FUNDEMABV.

## Demografía
A continucación se presenta una lista de datos demográficos recolectados en base al censo del 2018, en donde se destacan tres pilares, como lo son la Población, Vivienda y Educación del Departamento de Baja Verapaz.
 Baja Verapaz cuenta con un total de 564,695 habitantes registrados según los datos del Censo 2018 y para el 2024 se estima un poco más de 626,000 personas en el departamento.
| Gráfica de evolución demográfica de Departamento de Baja Verapaz entre 1880 y 2024                         |
| |
| Población de los censos y conteos del Instituto Nacional de Estadística de Guatemala (INE) de 1880 a 2024. |

## División administrativa
Cuenta con 8 municipios que son:
1. Cubulco
2. Santa Cruz el Chol
3. Granados
4. Purulhá
5. Rabinal
6. Salamá
7. San Miguel Chicaj
8. San Jerónimo

### Población de Baja Verapaz según municipio
| N. | Municipio          | Población (2024) |
| -- | ------------------ | ---------------- |
| 1  | Salamá             | 65,275           |
| 2  | Purulhá            | 56,822           |
| 3  | Cubulco            | 54,869           |
| 4  | Rabinal            | 40,797           |
| 5  | San Miguel Chicaj  | 33,123           |
| 6  | San Jerónimo       | 25,459           |
| 7  | Granados           | 13,595           |
| 8  | Santa Cruz El Chol | 9,538            |
| -  | Baja Verapaz       | 299,476          |

## Desarrollo
El informe de desarrollo humano publicado en 2022, La celeridad del cambio, una mirada territorial del desarrollo humano 2002 – 2019, donde se observó el cambio y el avance que ha habido en el país entre 2002 y 2019 . El Departamento de Baja Verapaz se ubica en el décimo tercer puesto de los 22 departamentos en IDH. Baja Verapaz fue el departamento que más creció en el país pasando de un 0,505 a 0,631. Baja Verapaz tiene 7 municipios de desarrollo Medio y 1 municipio de desarrollo Bajo. El municipio de Rabinal es el más desarrollado con 0,672 y Purulhá el menos desarrollado con 0,519
| N. | Municipio          | IDH 2018 | IDH 2002 |
| -- | ------------------ | -------- | -------- |
| 1  | Rabinal            | 0,672    | 0,543    |
| 2  | Santa Cruz El Chol | 0,669    | 0,555    |
| 3  | Salamá             | 0,664    | 0,566    |
| 4  | San Jerónimo       | 0,661    | 0,559    |
| 5  | Granados           | 0,652    | 0,531    |
| 6  | San Miguel Chicaj  | 0,648    | 0,502    |
| 7  | Cubulco            | 0,568    | 0,417    |
| 8  | Purulhá            | 0,519    | 0,372    |
| -  | Baja Verapaz       | 0,631    | 0,505    |

### Población que vive en el departamento según IDH
| N. | Municipio          | IDH 2018 | Población (2018) | Según Desarrollo |
| -- | ------------------ | -------- | ---------------- | ---------------- |
| 1  | Rabinal            | 0,672    | 40,797           | 242,654          |
| 2  | Santa Cruz El Chol | 0,669    | 9,538            | 242,654          |
| 3  | Salamá             | 0,664    | 65,275           | 242,654          |
| 4  | San Jerónimo       | 0,661    | 25,459           | 242,654          |
| 5  | Granados           | 0,652    | 13,595           | 242,654          |
| 6  | San Miguel Chicaj  | 0,648    | 33,121           | 242,654          |
| 7  | Cubulco            | 0,568    | 54,869           | 242,654          |
| 8  | Purulhá            | 0,519    | 56,822           | 56,822           |
| -  | Baja Verapaz       | 0,631    | 0,631            | 0,631            |

### Vías de comunicación
Este departamento se comunica con la capital por 2 vías; la primera, por medio de la ruta nacional 5, la cual partiendo de la ciudad de Guatemala atraviesa los municipios de San Pedro y San Juan Sacatepéquez, ambos del departamento de Guatemala, seguidamente cruza los municipios de Granados y El Chol, ascendiendo hasta la cumbre del mismo nombre para bajar directamente a Rabinal, esta ruta es de terracería; de aquí la ruta es asfaltada y sigue hacia San Miguel Chicaj y llega a Salamá. Esta ruta cubre una distancia aproximada de 150 km; la otra vía con una distancia aproximada de 167 km completamente asfaltada es la carretera al Atlántico CA-9 o ruta al atlántico, desprendiéndose en el Rancho (El Progreso) el ramal hacia las Verapaces, pero a la altura de la cumbre de Santa Elena se encuentra el cruce hacia Salamá Baja Verapaz, pasando antes por San Jerónimo.

### Geología
Este término se refiere al estudio y la investigación de los orígenes de los suelos de Guatemala, para poder determinar el período o era en que se inició su formación, la composición de cada uno de los mismos y cómo se encuentran distribuidos en cada uno de los 22 departamentos que componen el país; en cuáles existen volcanes y si las fallas sísmicas atraviesan o pasan por cada uno de estos.
Tipos de suelo que sobresalen en el departamento de Baja Verapaz:
- Ksd: Cretácico. Carbonatos Neocaomiano-Campanianos, incluye Formaciones Cobán, Ixcoy, Campur, Sierra Madre y Grupo Yoja.
- JKfs: Jurásico-Cretácico. Formación Todos Santos, Jurásico Superior-Neocomiano (copas rojas). Incluye Formación San Ricardo.
- Pc: Pérmico. Formación Chochal (carbonatos)
- CPsr: Pérmico. Grupo Santa Rosa (lutitas, areniscas, conglomerados y filitas). Incluye Formaciones de Santa Tosa, Sacapulas, Tactic y Macal.
- Qp: Cuaternario. Rellenos y cubiertas gruesas de cenizas pómez de origen diverso.
- Tv : Terciario. Rocas volcánicas sin dividir. Predominantemente Mio-Piloceno. Incluye tobas, coladas de lava, material lahárico y sedimentos volcánicos.
- I: Rocas Plutónicas sin Dividir. Incluye granitos de dioritas de edad pre-pérmico. Cretácico y Terciario.
- TT: Rocas Ultrabásicas de Edad Desconocida. Predominantemente serpentinitas. En parte pre-Maestrichtiano.
- Pzm: Paleozoico. Rocas metamórficas sin dividir. Filitos, esquistos cloríficos y granitos y dioritas de edad Pre-Pérmico, Cretácico y Terciario.

### Capacidad productiva de la tierra
Para evidenciar con que capacidad productiva de terreno se cuenta en este departamento, en Guatemala de acuerdo con el Departamento de Agricultura de los Estados Unidos, existen 8 clases de clasificación de capacidad productiva de la tierra, en función de los efectos combinados del clima y las características permanentes del suelo. De estas 8 clases agrológicas la I, II, III Y IV son adecuadas para cultivos agrícolas con prácticas culturales específicas de uso y manejo; las clases V, VI, y VII pueden dedicarse a cultivos perennes, específicamente bosques naturales o plantados; en tanto que la clase VIII se considera apta solo para parques nacionales, recreación y para la protección del suelo y la vida silvestre.
En Baja Verapaz están representadas seis de las ocho clases agrológicas indicadas, predominando las clases VII, IV y III.

## Costumbres y tradiciones

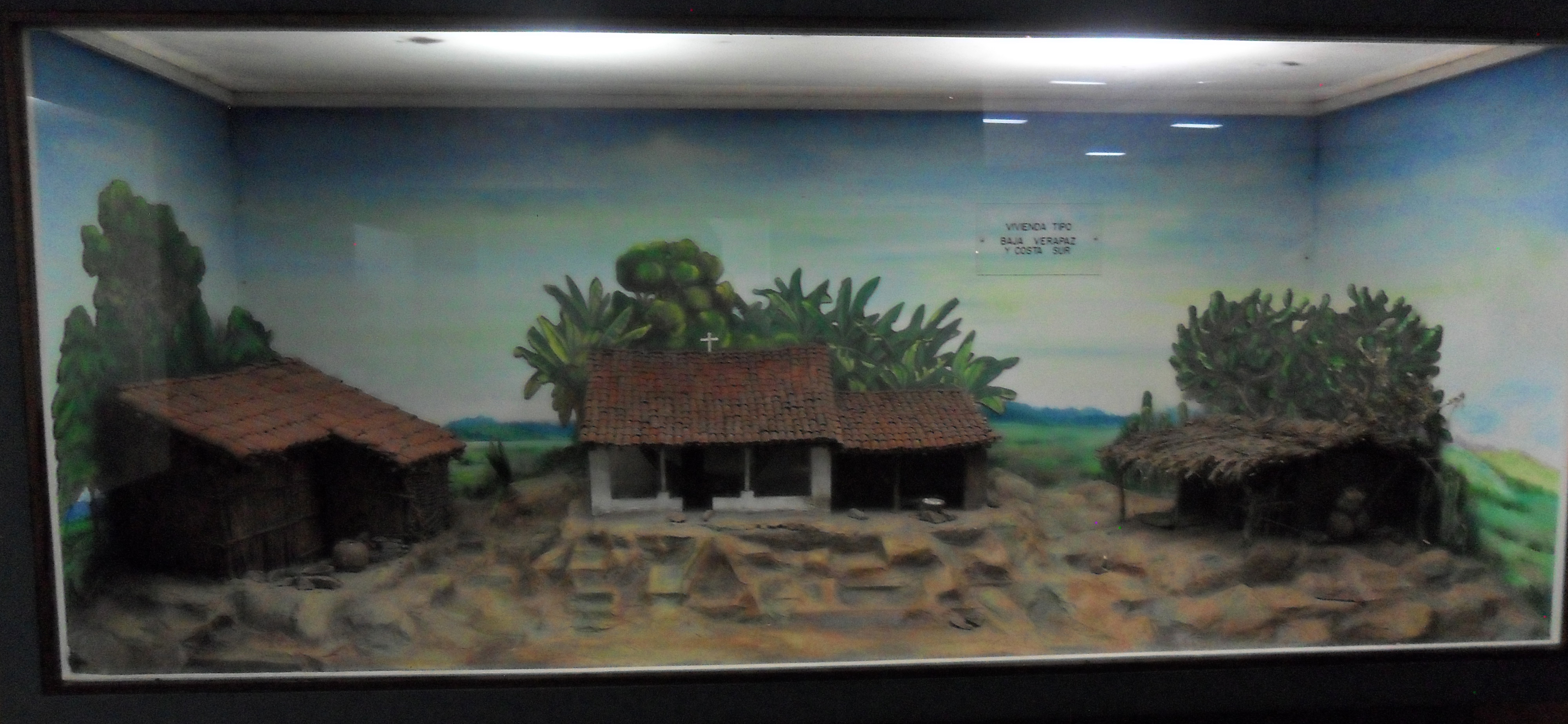
Maqueta Vivienda Tipo en Baja Verapaz Guatemala del Museo Nacional de Arqueología

Es de admirar la cantidad de bailes folclóricos integrados por hombres de todas las edades que hacen presencia con sus caras pintadas por el amor hacia las fiestas patronales y cofradías. 
Durante sus fiestas realizan eventos religiosos, sociales, culturales, deportivos y las danzas folclóricas de: El Venado, El Palo Volador, Rabinal Achí, Los Mazates, De Toritos, Moros y Cristianos, Mexicanos, La Conquista, De Cortez, El Costeño, El Chico Mudo, Los Huehuechos, La Sierpe, Los Negritos, Los Animalitos, Los Judíos y Las Flores..

## Religión
| Religión de Baja Verapaz (2020) | Religión de Baja Verapaz (2020) | Religión de Baja Verapaz (2020) | Religión de Baja Verapaz (2020) | Religión de Baja Verapaz (2020) |
| ------------------------------- | ------------------------------- | ------------------------------- | ------------------------------- | ------------------------------- |
| Religión                        | Religión                        |                                 | Porcentaje                      | Porcentaje                      |
| Protestantes y Evangélicos      | Protestantes y Evangélicos      |                                 | 60 %                            | 60 %                            |
| Catolicismo                     | Catolicismo                     |                                 | 40 %                            | 40 %                            |
| Sin Religión                    | Sin Religión                    |                                 | 0 %                             | 0 %                             |

La mayoría de la población de Baja Verapaz profesa el Protestantismo seguido del Catolicismo y como minoría otras religiones.
- Protestantes : 60%
- Católicos: 40%

### Fiestas patronales
| Municipio         | Fecha            | En honor a           |
| ----------------- | ---------------- | -------------------- |
| Salamá            | 21 de septiembre | San Mateo            |
| Cubulco           | 25 de julio      | Santiago Apóstol     |
| El Chol           | 8 de diciembre   | Virgen de Concepción |
| Granados          | 29 de junio      | San Pedro            |
| Purulhá           | 13 de junio      | San Antonio de Padua |
| Rabinal           | 25 de enero      | San Pablo            |
| San Jerónimo      | 30 de septiembre | San Jerónimo         |
| San Miguel Chicaj | 29 de septiembre | San Miguel Arcángel  |

### El Rabinal Achi
La mejor expresión de la cosmovisión Rabinal es el etnodrama. Este es conocido por la comunidad académica mundial como Rabinal Achí a partir de su descubrimiento por el abate Brasseur de Bourbourg, que lo publicara por primera vez en París, en 1862, en su propia traducción del quiché al francés.
Este drama representa el reclamo que los rabinales del siglo XIII le hicieron a los gobernantes quichés] por haber destruido varios de los pueblos del valle, por lo que desistieron de pagarles el tributo correspondiente. El guerrero quiché achí es sorprendido, apresado y sentenciado por la corte gobernante de los rabinales, por lo que muere crucificado, después de haberse ido a despedir de su pueblo. El drama adquiere valores de honor militar solo comparables con la Ilíada de Homero.

### Leyenda de la Monja Blanca
En Granados subsiste una de las narraciones orales de la región, la cual cuenta que en los primeros tiempos había un Gran Señor, dueño de cerros y valles que bajaba al pueblo una vez al año. Un día vio a una mujer muy hermosa de quien se enamoró. El Gran Señor fue a la casa de la muchacha y la pidió como su mujer, a cambio dio como dote un cofre con mucho dinero. La mujer se fue a vivir con el Gran Señor, y como este la quería tanto, siempre la complacía. Entonces, los padres de la muchacha se aprovecharon de él, pidiéndole cosas como plata, tierras, maíz y cacao. La muchacha de la vergüenza se enfermó porque veía la ambición de sus padres. Cuando los padres quisieron nuevamente aprovecharse de la bondad del Gran Señor y se fueron al cerro a su hija, no encontraron nada, solo una gran luz entre los árboles; entonces comprendieron que esa luz era el espíritu de su hija. Al verlos el Gran Señor que estaba, se ensañó con ellos y los convirtió en troncos de árbol. Después de llorar por muchos días a su mujer, el Gran Señor convirtió aquella luz hermosa en una flor blanca de inmensa belleza. Así fue como nació la Monja Blanca, Flor Nacional, que adorna y perfuma los valles y montañas de la Verapaz.

## Idioma
En el departamento de Baja Verapaz se hablan principalmente tres idiomas: El achí, el poqomchí, en el municipio de Purulhá donde también se habla el quekchí y el español, como lingua franca en todo el territorio.

## Economía
Su economía se basa en la agricultura de productos como: Caña de azúcar, legumbres, granos básicos y cereales. En su producción pecuaria tiene: crianzas de ganado vacuno, caballar, gallinas, pavos, patos, palomas y abejas; además cuenta con pequeñas fábricas de aguarrás; y sus habitantes se dedican a la producción artesanal de: Tejidos típicos, cerámica tradicional, especialmente se reconocen las jícaras y guacales de Rabinal.
En el departamento de Baja Verapaz (del 100% de su población) tiene un 66.3% en pobreza o un 24.6% en pobreza extrema según datos del PNUD 2014. 

## Gastronomía
Los boxboles son un platillo tradicional en celebraciones de los habitantes de Baja Verapaz, además su sabor se disfruta en otras regiones aledañas por el placer que proporciona al paladar. Las comunidades indígenas (los Achíes o Achi’es) guardaron esta receta para cada vez que surgía una celebración, el boxbol está hecho a base de maíz y hojas de ayote, un vegetal (parecido al calabacín o calabaza) sus hojas se aprovechan para poder resguardar este delicioso plato que es bastante sencillo de preparar y resulta ideal como acompañante de otros o como entrada, en el caso de Guatemala parece común tenerlo como un acompañante más de los tamales que se preparan en cada zona.

## Centros turísticos y arqueológicos
Uno de los lugares más conocidos de este departamento es la reserva natural Biotopo Mario Dary Rivera o Biotopo del Quetzal, dedicado a la conservación del hábitat de esta ave, símbolo nacional de Guatemala.
Además, existe una gran cantidad de sitios arqueológicos y lugares donde se puede apreciar la herencia de la cultura maya. la culatura

## Premio Verapaz
Tomando su nombre, por la connotación con el trabajo realizado por Bartolomé de las Casas, el Instituto Guatemalteco de Cultura Hispánica (actualmente Centro Cultural de España en Guatemala) ha otorgado en diversas ocasiones el Premio de la Verapaz a guatemaltecos comprometidos con la promoción de los Derechos Económicos, Sociales y Culturales. Entre otros a Helen Mack, Monseñor Gerardi y Efraín Recinos.

## Deporte
Uno de los deportes que caracteriza y ha dado a Baja Verapaz un gran realce, es el deporte de bádminton, 8 veces campeones nacionales consecutivos y ganadores en más ocasiones, en el que han sobresalido atletas tales como: Jonathan Morales, Daniel Humbler, Aníbal Marroquín, Antonieta Estrada, Mauricio Sierra, Pablo Soto, Ana María, Joselyn Catalán, Dianne García, Yelitza Turcios, Andoni García Tejeda, Edisson Amperez, Madeleyn Catalán, Luis Alonzo, Omar Soto, Carlos García, Nathaly Alvarado, Bridgeth Alvarado, Klifton de los Santos, Yésica de los Santos, entre otros, a pesar de esto, este es uno de los deportes menos apoyados pero es uno de los mejores junto al básquetbol que existe en este departamento, sin dejar de mencionar a rabinal en el voleibol.

## Ubicación geográfica
|                                             | Norte: Alta Verapaz, departamento de Guatemala |                                              |
| Oeste: El Quiché, departamento de Guatemala |                                                | Este: El Progreso, departamento de Guatemala |
|                                             | Sur: Guatemala, departamento de Guatemala.     |                                              |